# Hesperandra villei
Hesperandra villei là một loài bọ cánh cứng trong họ Cerambycidae.